# Jørgen Nordhagen
Jørgen Nordhagen (født 10. januar 2005 i Tranby) er en cykelrytter fra Norge, der kører for Team Visma | Lease a Bike. I ungdomsårene har han dyrket langrend på højt niveau, og vandt i 2024 VM i 20 km fri massestart for juniorer.

## Karriere
Nordhagen er født i Tranby i Lier Kommune. I 2013 begyndte han at køre cykelløb hos Asker Cykleklubb fra nabokommunen Asker. Fra 2022 skiftede han til Lillehammer Cykleklubb.
Den 24. oktober 2022 blev det offentliggjort at Nordhagen fra 2024 tiltrådte på en étårig kontrakt med Team Visma  |  Lease a Bike Development, og året efter bliver han rykket op på World Tour-holdet Team Visma  |  Lease a Bike på en treårig aftale.

## Meritter

### Landevejscykling
2022
 Norsk juniormester i enkeltstart
2. plads, Junior-EM i linjeløb
2. plads samlet i Grand Prix Rüebliland
Vinder af 3. etape
Vinder af ungdomskonkurrencen
3. plads samlet i Course de la Paix Juniors
3. plads samlet i LVM Saarland Trofeo
Vinder af ungdomskonkurrencen
2023
 Norsk juniormester i enkeltstart
 Samlet vinder af Course de la Paix Juniors
Vinder af 1. og 2a. etape
Samlet vinder af Due Giorni Eroica
Vinder af 3. etape
Vinder af 2. og 4. etape ved Tour de Himmelfart
2. plads samlet ved Uno-X Tour Te Fjells
Vinder af 1. etape
3. plads samlet i Côte d'Or Classic Juniors